# Numismatik

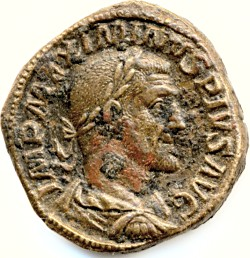
Romerskt mynt föreställande Maximinus Thrax.

Numismatik (av grekiskans nomaisma: mynt) är läran om mynt, sedlar, polletter och medaljer. Den betraktas som en historisk hjälpvetenskap.

## Historia
Numismatiken har sina rötter i renässansens antikstudier och redan under 1300- och 1400-talen förekom flera kända samlingar. Den första numismatiska litteraturen skapades under 1500-talet. Bland tidiga forskare märks Hubert Goltzius, Fulvio Orsini, Jean Foy-Vaillant och Ezechiel von Spanheim. Från att ursprungligen ha behandlat antika mynt övergick numismatiken på 1600-talet till att även behandla medeltida och nyare mynt.
I slutet av 1700-talet erhöll den antika numismatiken i Joseph Hilarius Eckhel genom sin Doctrina Numorum Veterum (1792-99) och i början av 1800-talet den medeltida i Josef von Mader vetenskapliga nydanare. 1800- och 1900-talen betydde en kraftig utveckling i specialiseringens tecken, knuten till en mängd numismatiska tidskrifter och sammanslutningar.
Bland forskare inom det antika området under denna tid märks Théodore Edme Mionnet, Henry Cohen, Ernest Babelon, B. V. Head, G. F. Hill, Theodor Mommsen, Kurt Regling och Friedrich Imhoof-Blumer samt inom den medeltida och nyare numismatiken M. Prou, Charles Francis Keary, Hermann Grote, Hermann Dannenberg, Emil Bahrfeldt, Max von Bahrfeldt, Leopold Schrötter von Kristelli och Arnold Luschin.
Den svenska numismatiken var främst dominerat av de äldre medeltida mynten, vilkas kronologiska fördelning av Elias Brenner i hans typbeskrivande verk Thesaurus nummorum Sveo-Gothicorum från 1691 för långa tider fastlåstes längs ovetenskapliga linjer, vilka inte kom att rubbas av den annars kritiske Carl Reinhold Berch utan först sedan de kritiskt debatterats av Johan Henrik Schröder och Bror Emil Hildebrand av Hans Hildebrand ersattes med vetenskapliga normer, vilka senare fullföljdes av Bengt Thordeman.
Nyare tidens mynt har i Sverige behandlats av Carl Reinhold Berch, August Wilhelm Stiernstedt, Hans Forssell och Thore Gustaf Appelgren. Utländska mynt har bland annat studerats av Jonas Hallenberg, Carl Johan Tornberg, orientaliska av Nils Keder och anglosaxiska av B. E. Hildebrand och romerska av Sture Bolin.
I Danmarks märks bland andra Peter Christian Hauberg och Georg Galster i studiet av medeltida mynt och J. Wilcke i studiet av senare tiders mynt.
Andra numismatiker var Bartolomeo Borghesi, verksam under början av 1800-talet. Ibland omnämns myntsamlare som numismatiker.